# ساموئل اشورث
ساموئل اشورث (انگلیسی: Samuel Ashworth؛ 11 March 1877 – ۳۰ دسامبر ۱۹۲۵) بازیکن فوتبال اهل پادشاهی متحد بریتانیای کبیر و ایرلند بود.
از باشگاه‌هایی که در آن بازی کرده‌است می‌توان به باشگاه فوتبال استوک سیتی، باشگاه فوتبال آکسفورد سیتی، باشگاه فوتبال شفیلد، باشگاه فوتبال ردینگ، باشگاه فوتبال منچستر سیتی، باشگاه فوتبال اورتون، باشگاه فوتبال استافورد رانجرز و باشگاه فوتبال پورت ویل اشاره کرد.